# Blatonski Koštel
Blatonski Koštel (ponekad i "Bijela Hrvatska")[nedostaje izvor] je kratkotrajna politička tvorevina iz 9.stoljeća

## Pozadina
Borbe za nasljedstvo tada još živog Ludovika I. Pobožnog cara Franačkog Carstva rezultirale su slabljenjem centralne kontrole nad Panonskom nizinom koja je bila osvojena tek 797. godine. Tadašnji sinovi starog cara su postali prezauzeti svojim građanskim ratom da bi obraćali pažnju na događaje u financijsko nevažnoj provinciji. Takav razvoj događaja je doveo u napuštenom području do nastanka dvije nezavisne slavenske države. Na području između Krakova, Požuna i Praga tada nastaje Velikomoravska kneževina, dok u južnom dijelu nizine Pribina poraženi knez Nitre (danas Slovačka) stvara 839. godine kratkotrajnu južno slavensku državu.

## Državnost
Osnovna zasluga za proglašenje nezavisnosti Bijele Hrvatske[nedostaje izvor] spada u kratkotrajni panonski politički vakuum nastao povlačenjem franačkih trupa i nemogućnosti moravskih da ih zamjeni. Granice države su bile rijeke Rába, Drava, Mura i Dunav, dok se glavni grad nalazio u mjestu Blatonski Koštel. Zbog minimalnog broja povijesnih zapisa koji su većinom preostali zbog tamošnjeg posjeta Ćirila i Metoda podataka o ovoj državi veoma je malo. Sa sigurnošću se jedino može reći da su državni vladari bili knez Pribina i knez Kocelj čijom smrću dolazi do gubljenja nezavisnosti. Cijela Panonska nizina tijekom 9. stoljeća je veoma slabo naseljena tako da ova država živi u stalnom strahu od svojih neusporedivo brojnijih susjeda.

## Nacionalna slika
Minimalni broj povijesnih zapisa dovodi do nikad riješenog pitanja o nacionalnosti tamošnjih žitelja. Procjene se najčešće bacaju ovisno o nacionalnosti samog pisca, činjenica u kojoj se svi slažu je da su bili Slaveni. Najzapadniji kraj države je vjerojatno spadao u slovensko nacionalno područje, južni dio neupitno spadao u hrvatsko (između jezera Balaton i Drave), a područje sjeverno od Balatona je bilo nacionalno pomješano između Hrvata i Moravaca-Slovaka čije glavne točke naseljavanja tijekom seobe naroda su se nalazile u današnjoj Slovačkoj.

## Uništenje
Mir sklopljen 874. godine između Moravske države i Istočnog Franačkog carstva je ujedno značio kraj Blatonskog Koštela. Franačka vojska koja je do tada bila vezana u gotovo vječitom ratom s Moravskom tada dobiva slobodne ruke za njeno pripajanje 876. godine.
Tada to cijelo područje postaje ponovno pokrajina Istočnog Franačkog Carstva. Tijekom sljedeća tri desetljeća ovom Carstvu, kao i Moravskoj državi na sjeveru katastrofalne poraze nanose Mađari, koji se naseljavaju na području Panonske nizine. Posljednji pokušaj nezavisnosti ovog područja se događa između 896. i 901. godine kada dolazi do mađarskog osvajanja. Slavenski narod koji dotada živi na ovom području doživljava ubrzanu prisilnu asimilaciju tako da se o njemu već do 1000 godine gube svi tragovi.

## Kontroverze s imenom
Kao što se povjesničari danas ne slažu oko tamošnje nacionalnosti tako slični problemi postoje i oko samog imena. Čak i unutar engleskog jezika postoje dva potpuno različita imena za ovu državu. Po Encyclopædia Britannica ime joj je Panonija, po engleskoj wikipediji ono je Balatonski principat. 